# Geresdlak

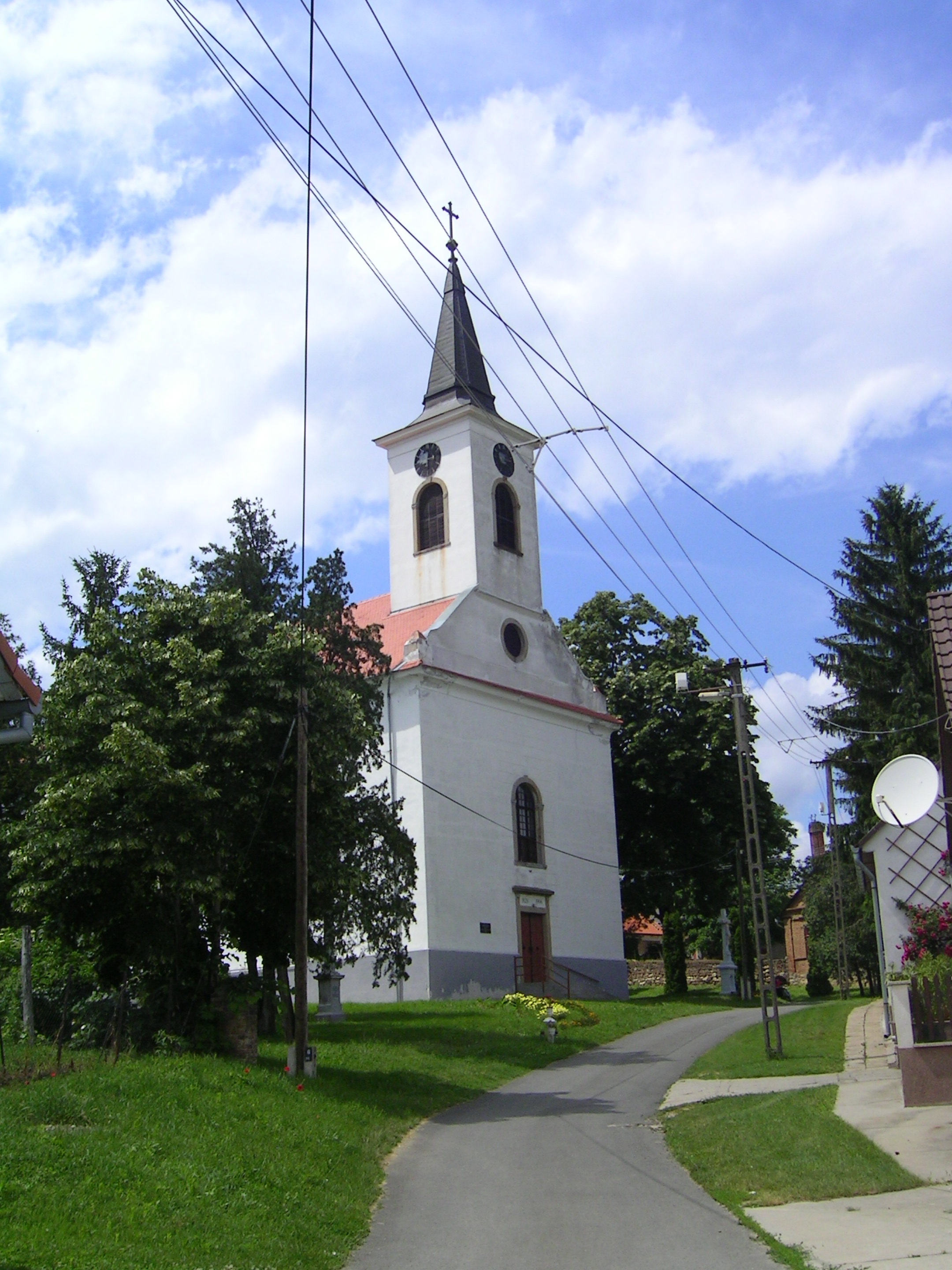
Römisch-katholische Kirche Geresdlak

Geresdlak (deutsch Gereschlak, kroatisch Gereš) ist eine ungarische Gemeinde im Komitat Baranya. Sie gehört zum Kreis Pécsvárad.

## Lage und Umgebung
Geresdlak liegt in einem Tal an der Ostseite des Mecsekgebirges. Größter Ort in der Umgebung ist die Stadt Pécsvárad.

## Geschichte
Geresdlak entstand 1968 durch Zusammenlegung der Gemeinden Geresd und Püspöklak. Geresd wurde bereits im Jahr 1292 urkundlich unter dem Namen Gueresty erwähnt.

## Sehenswürdigkeiten
- Gőzgombóc Festival (Gőzgombóc Fesztivál)
- Heimatmuseum (Tájház)
- Koffán-Haus (Koffán-Ház) Kunstgalerie
- Puppenausstellung (Babakiállítás)
- Römisch-katholische Kirche Remete Szent Pál, erbaut 1794 (Barock)
- Römisch-katholische Kirche Szent Bertalan, erbaut 1828 (Spätbarock)

## Verkehr
Durch Geresdlak verläuft die Landstraße Nr. 5607. Der nächstgelegene Bahnhof befindet sich südöstlich in Mohács.